# Rainer Pöttgen
Rainer Pöttgen (* 1966 in Meschede) ist ein deutscher Chemiker (Festkörperchemie) und Hochschullehrer an der Universität Münster am Institut für Anorganische und Analytische Chemie.

## Leben und Wirken
Pöttgen studierte nach dem Abitur 1985 Chemie an der Universität Münster mit dem Diplom 1990 (Strukturchemische Untersuchungen an {\displaystyle Sc_{3}C_{4}}) und der Promotion bei Wolfgang Jeitschko 1993 (Struktur und Eigenschaften ternärer Seltenerd-Übergangsmetall-Carbide und ähnlicher Verbindungen). Als Post-Doktorand war er am Labor für Festkörperchemie des CNRS in Bordeaux bei Bernard Chevalier und Jean Etourneau und 1994/95 bei Arndt Simon am Max-Planck-Institut für Festkörperforschung in Stuttgart. Ab 1996 war er wieder in Münster, wo er sich 1997 habilitierte (Präparative, kristallchemische und magnetische Untersuchungen an binären und ternären intermetallischen Europiumverbindungen mit einem Beitrag über Verwachsungsstrukturen in intermetallischen Verbindungen). 2000/01 war er Professor für anorganische Festkörperchemie an der Ludwig-Maximilians-Universität München und ab 2001 Professor für Anorganische Chemie in Münster.
Er befasst sich mit intermetallischen Verbindungen insbesondere von seltenen Erden und deren elektrischen und magnetischen Eigenschaften in Abhängigkeit von deren Struktur und unter anderem mit Materialien für Lithium-Hochleistungsbatterien.
Er ist Herausgeber der Zeitschrift für Naturforschung B und der Zeitschrift für Kristallographie sowie Mitherausgeber des International Journal of Inorganic Chemistry. Außerdem ist er im Beirat des Journal of Solid State Chemistry, der Research Letters in Inorganic Chemistry und der Zeitschrift für Allgemeine und Anorganische Chemie und war in dem von Chemistry of Materials.
1997 erhielt er den Bennigsen-Foerder-Preis von Nordrhein-Westfalen.

## Schriften
- mit Y. M. Kalychak, V. I. Zaremba, M. Lukachuk, R.-D. Hoffmann: Rare earth-transition metal-indides, in Gschneider u. a. Handbook on the Physics and Chemistry of Rare Earths, Elsevier 2004.
- mit H. Huppertz, R.-D. Hoffmann: Structural chemistry of ceramics, in R. Riedel, I. W. Chen, Ceramics Science and Technology, Wiley-VCH, 2008, S. 71–103.
- mit W. Hönle, H. G. von Schnering: Phosphides: Solid State Chemistry, in R. B. King, Encyclopedia of Inorganic Chemistry, Wiley 2005.